# Gare d’Arc-et-Senans
Gare d’Arc-et-Senans vasútállomás Franciaországban, Arc-et-Senans településen.

## Vasútvonalak
Az állomást az alábbi vasútvonalak érintik:
- Dijon–Vallorbe-vasútvonal
- Franois–Arc-et-Senans-vasútvonal

## Kapcsolódó állomások
A vasútállomáshoz az alábbi állomások vannak a legközelebb:
- Gare de Mouchard (Dijon–Vallorbe-vasútvonal)
- Gare de Montbarrey (Dijon–Vallorbe-vasútvonal)
- Gare de Liesle (Franois–Arc-et-Senans-vasútvonal)